# Bowers Gifford and North Benfleet
Bowers Gifford and North Benfleet est une paroisse civile de l'Essex, en Angleterre. Comme son nom l'indique, elle comprend les villages de Bowers Gifford et North Benfleet.